# Функциональные резервы организма
Функциона́льные резе́рвы органи́зма — «диапазон возможного уровня изменений функциональной активности физиологических систем, который может быть обеспечен активационными механизмами организма». 
Возникают благодаря изменениям в энергетике обмена, происходящим в органе и ткани. В целом же складываются как благодаря перестройке систем регуляции, так и посредством включения дополнительных, новых структур в функциональную систему, или же при осуществлении замены одной формы реакции на другую. Функциональные резервы прежде всего выступают в качестве резервов регуляторных механизмов. Их выраженность подвергается изменениях в ходе адаптации и тренировки. Функциональные резервы могут быть увеличены посредством расширения допустимого диапазона колебаний физиологических констант при ферментной перестройке.

## Другие определения
Н. А. Агаджанян и А. Н. Кислицын рассматривают функциональные резервы организма в качестве «потенциальной способности организма обеспечить свою жизнедеятельность в необычных или экстремальных условиях».
М. П. Бресткин указывает, что функциональными резервами организма является «выработанная в процессе эволюции адаптационная и компенсаторная способность органа, системы и организма в целом усиливать во много раз интенсивность своей деятельности по сравнению с состоянием относительного покоя». В. П. Загрядский поддерживает данное определение, попутно отметив, с опорой на обобщения данных связанных с физиологией военного труда, что «физиология человека при воздействии на него экстремальных факторов есть, прежде всего, физиология резервных возможностей организма».
А. С. Мозжухин под резервными возможностями организма понимает его скрытые возможности, которые были получены во время онтогенеза и эволюции, направленные на усиление функционирования собственных органов и систем органов для приспособления к чрезвычайным сдвигам, происходящим во внутренней или внешней среде организма. При этом он рассматривает в качестве системообразующего фактора результат их деятельности, который обеспечивает адаптацию организма к самым различным психоэмоциональным и физическим нагрузкам.
А. Н. Разумов и И. П. Бобровницкий понимают под функциональными резервами организма, в рамках концепции восстановительной медицины, имеющиеся у человека регуляторные возможности, направленные как на поддержание жизнедеятельности, так и адаптивных свойств саморегулируемых систем организма.
Р. М. Баевский в актовой речи «Теоретические и прикладные аспекты оценки и прогнозирования функционального состояния организма при действии факторов длительного космического полета» на заседании Учёного совета Института медико-биологических проблем РАН (Москва, октябрь 2005) указал, что под функциональными резервами организма понимаются  «... информационные, энергетические, метаболические ресурсы организма, обеспечивающие его конкретные адаптационные возможности. Для того, чтобы мобилизовать эти ресурсы при изменении условий окружающей среды, необходимо определённое напряжение регуляторных систем. Именно степень напряжения регуляторных систем, необходимая для сохранения гомеостаза, определяет текущее функциональное состояние человека».
А. Н. Курзанов дал следующее определение функциональным резервам организма: «открытая мультипараметрически саморегулируемая система, настраивающая в ходе жизнедеятельности на должную оперативность и достаточность адаптивных переменных по отношению к имеющимся воздействиям за счёт энергетического, пластического и информационного обеспечения процессов самоорганизации динамического состояния организма, определяющего его жизнеспособность».
Д. Г. Стрелков отмечает, что «в настоящее время считается, что функциональные резервы организма представляют собой потенциальную способность обеспечить жизнедеятельность в необычных или экстремальных условиях а также совокупность информационных, энергетических и метаболических ресурсов, которые постоянно расходуются на поддержание равновесия между организмом и окружающей средой».

## Подсистемы
Подсистема физиологических резервов выступает в качестве основной, поэтому от её правильной работы зависит функционирование других систем и прогнозируется их мобилизация.
Выделяются следующие подсистемы в составе системы функциональных резервов организма:
- Биохимические резервы (на клеточном и тканевом уровней обеспечивают энергетический и пластический обмен и гомеостаз во внутренней среде организма при помощи мобилизации и использования биохимических резервов в процессе адаптивных реакций; определяются состоянием аэробной и анаэробной энергетических систем организма, а также биохимическими процессами восполняющими его энергетические ресурсы и восстанавливающими клеточные структуры, разрушенные в ходе мобилизации энергоресурсов, посредством их синтеза de novo[англ.]; возрастание структурных резервов организма происходит за счёт индуцирования синтеза ферментных и структурных белков, а также возникновения и увеличения особых структурных перестроек тканей);
- Физиологические резервы (обеспечивают органам и системам органов возможности производить изменение своей функциональной активности и взаимодействовать друг с другом для достижения наиболее благоприятных условий жизнеобеспечения в определённых условиях жизнедеятельности; их использование обеспечивается посредством механизмов регуляции физиологических функций, в ходе приспособления организма к изменяющимся условиям внутренней и внешней среды);
- Психологические резервы (определяют возможности человеческой психики, которые связанны с поведением, социальной и психологической адаптацией, с проявлением ряда качеств — внимание, волевые аспекты жизнедеятельности, когнитивные способности, мышление, память, мотивационные аспекты жизнедеятельности; в значительной степени формируются функциональными возможностями человека и выступают как важнейший фактор взаимодействия организма и  среды обитания).

## Исследования

### История
Первые исследователи скрытых резервные возможности человеческого организма, занимавшиеся осуществлением описания общих представлений о функциональных резервах организма, в своих трудах отождествляли их с «жизненными силами организма».
Впервые понятие «функциональные резервы организма» в 1930-х годах предложил академик Л. А. Орбели, утверждавший, что у каждого человека организм обладает скрытыми, или резервными возможностями, которые тот начинает использовать оказавшись под воздействием отрицательной окружающей среды. В свою очередь академик Н. М. Амосов ввёл в научный оборот понятие «количество здоровья», ставшее мерой функциональных резервов организма. Он писал, что данной характеристикой здоровья выражены в совокупности резервные возможности, которыми обладают основные функциональные системы организма, а, в первую очередь, кислородтранспортной системы. А «качество здоровья» Амосов определил как способность организма, за счёт использования функциональных резервов, адаптироваться к условиям окружающей среды.
Значительный вклад в обобщение накопившихся фактов о резервах организма и той роли которую они играют в обеспечении взаимодействия организма и среды его обитания, внесли Д. Баркрофт, К. Бернар, О. Г. Газенко, У. Кеннон, В. В. Парин и Г. Селье. В 1960 году Селье была создана теория «общего адаптационного синдрома» (ОАС), в которой им были описаны защитные механизмы организма и стадии развития стресса, а также отмечено, что стресс является не только вредным психоэмоциональным переживанием, но и может быть полезен в виде эустресса, когда происходит мобилизация резервных возможностей (функциональных резервов), а заодно повышается степень устойчивости к различным отрицательным воздействиям (инфекции, кровопотеря) и, время от времени, может происходить полное исчезновение соматических заболеваний.

### Современность
А. Н. Разумов отмечает, что вопросы, связанные с повышением функциональных резервов организма, и действенностью лечебно-профилактических мероприятий указывают на необходимость чётче проводить отбор терапевтических воздействий, которые соответствуют адаптационно-компенсаторным возможностям организма. А И. П. Бобровницкий считает, что проведение оценки функциональных резервов организма, исходя из степени напряжения компенсаторных систем, способствует описанию их вовлечённости при воплощении в жизнь адаптивных перестроек организма.
С. О. Аверин, исследовавший скандинавскую ходьбу, пишет, что «изучение закономерностей восстановления функциональных резервов организма пациентов зрелого возраста в программах сохранения здоровья является междисциплинарным вопросом использования физиологического подхода в восстановительной медицине».
С. Г. Кривощёков отмечает, что развитие у определённого человека стресса находится в очень сильной зависимости как от психологических и физиологических функциональных резервов, так и от стратегии переживания стресса. Одним из примеров задействования организмом своих функциональных резервов является его реакция на гипоксический стресс. Кроме того, он указывает что в поле зрения многих исследователей попадают факты, когда «наряду с повреждающими, обнаруживаются положительные эффекты кратковременных повторяющихся стрессов», но при этом разновидность воздействующего фактора не имеет значения поскольку «защитный эффект может быть достигнут преэкспозицией гипоксии, ишемии или других стрессоров, таких как гипотермия, перфузия кровью, обеднённой кислородом, искусственно вызванная тахикардия, а также путём фармакологического стрессирования, например, норадреналином». И подчёркивает, что данные воздействия называются «эффекты прекондиционирования». Также он отметил, что «расширение функциональных возможностей и толерантности организма к стрессу в результате эти воздействий отражает, по сути, расширение функциональных резервов организма», а «основу терапевтических эффектов составляют компенсаторные механизмы адаптации». Кривощёков пишет, что «одним из способов повышения функциональных резервов является интервальная гипоксическая тренировка (ИГТ)», отмечая что проведённые им вместе с коллегами исследования о том, как «влияет ИГТ на организм человека для повышения гипоксической устойчивости (функциональных резервов) показали, что уже после 1-го сеанса ИГТ обнаруживается перенастройка афферентной сигнализации (снижение гипоксической чувствительности при параллельном нарастании гиперкапнической реактивности)» приводящей в условиях нормоксии к некоторому снижению минутного объёма дыхания и накоплению углекислого газа в крови и лёгких. А поскольку углекислый газ для клеток является «универсальным ингибитором генерации активных форм кислорода», то он «в физиологических дозах повышает степень сопряжённости дыхания и фосфорилирования, увеличивает скорость фосфорилирования, оказывает сосудорасширяющий эффект, отчасти посредством ингибирования супероксидного анион-радикала». В это же самое время «неспецифический системный ответ охватывает и функцию сердечной мышцы» и «индекс напряжения ритма сердца (по методике вариабельности сердечного ритма) снижается на 34%, а амплитуда моды на 14%», что «указывает на ослабление симпатического контроля сердечной функции». Краснощёков отмечает, что проведённый тест постокклюзионной гиперемии показал, что «в системный ответ вовлекаются периферические структуры регуляции — сеанс дробной гипоксии снижает её на 13%» и  «одновременно снижается мышечный кровоток и возрастает периферическое сопротивление», благодаря чему происходит «быстрая перенастройка местных механизмов регуляции сосудистого тонуса и перераспределения O2 в пользу сердца и мозга (синдром “обкрадывания”)». При этом происходит закономерное увеличение порогов температурных ощущений прохладного и тёплого, а также возрастание на 60% межпорогового интервала. В коре головного мозга идёт развитие дифференцировочного торможения, которое влияет следующим образом: «восприятие специфической рецепции — сохраняется или усиливается (рецепция на O2 и CO2), а неспецифической — снижается (принцип доминанты по Ухтомскому)». В свою очередь «мультисистемный анализ показывает также вовлечённость ЦНС в регуляцию функций при ИГТ». При этом структура корреляционных связей в исходном состоянии показывает наличие большой вовлечённости со стороны «левого полушария в процессы центральной регуляции дыхания», то уже после проведения «сеанса ИГТ наблюдается разрушение множественных корреляционных связей мощности ритмов ЭЭГ с показателями чувствительности дыхательного центра и газообмена, которое сохраняется более одного часа». Краснощёков высказывает предположение, что «оптимизация управления дыханием нарушается, поскольку падает кооперация подкорковых процессов в окципитальной, височной и теменной областях левого полушария, о чём свидетельствует снижение когерентности между этими зонами мозга» и что «в мозге организуются новые экстренные временные механизмы (программы) регуляции». Исследования, в процессе 10-дневной интервальной гипоксической тренировки, динамики регуляции дыхания, кровообращения и терморецепции показали что происходит как накопление так и закрепление функциональных перенастроек в дыхательной, нервной, сердечно-сосудистой системе, а также терморегуляции. При этом «в дыхательной системе фазная динамика уровня потребления O2 сочетается с ростом эффективности вентиляторной функции, дальнейшим ослаблением роли гипоксического и усилением — гиперкапнического драйва». Краснощёков считает, что при ИГТ адаптация основывается на перенастройке хеморецепторной чувствительности — специфической и неспецифической. После проведения 10-дневной тренировки ИГТ было выявлено «формирование главного узла переработки информации (по бета-диапазону), вовлекающего активность левой окципитальной области и всех отведений правого полушария, что свидетельствует о подключении подкорковых образований в исследуемый процесс и усиление влияния восходящей активирующей системы (РФ)». После проведения 20 сеансов ИГТ было выяснено, что перестройка показателей дыхания сопряжена с «временной инверсией полушарного доминирования по показателям спектральной мощности ЭЭГ». Произошло изменение в средних уровнях межполушарной когерентности, при этом в исходном виде в бета-диапазоне, а затем и в альфа-диапазоне складываются узлы переработки информации, которые связаны с углекислым газом. После того как была завершена 20-дневной ИГТ, то было установлено следующее: «показатели ЭЭГ, чувствительности дыхательного центра и газообмена не возвращаются к фоновому состоянию в течение двадцати дней восстановительного периода, что свидетельствует о формировании новой функциональной системы контроля газового гомеостаза». Исходя из всего изложенного Краснощёков делает вывод о том, что «ИГТ может рассматриваться в качестве технологии повышения функциональных резервов организма, реализация которой основана на принципах экономизации функций», а «тренировка функциональных резервов организма (физиологических механизмов компенсации), составляет основу профилактических и лечебных эффектов технологии ИГТ».
А. М. Беляева в ходе исследования учащихся средней школы установила, что тренировочная нагрузка с различной степенью интенсивности применительно к каждой из локальных групп мышц, принимающих участие в дыхании (мышцы лица, мышцы шеи, межрёберные мышцы и мышцы живота) «сохраняет и восстанавливает функциональные резервы дыхательной системы и других, связанных с ней систем». Она отмечает, что вследствие «применения методики выполнения комплекса упражнений для мышц живота в различных режимах в основной группе в конце года наблюдалось значительное изменение показателей дыхательной системы и функционального состояния всего организма в целом». При этом «число детей с брюшным типом дыхания увеличилось на 14,29 %, со смешанным типом — увеличилось на 21,43 %, с грудным типом — уменьшилось на 35,71 %». Исходя из этого Беляева делает вывод, что полученные «данные свидетельствуют об укреплении основной дыхательной мышцы — диафрагмы». Кроме того, у испытуемых «дистанция шестиминутного бега увеличилась в среднем на 84 метра, за исследуемый период МЭП увеличился на 68,95 л/минуту что говорит о повышении выносливости и функциональных резервов дыхательной системы».
В. И. Некрасов, А. В. Скальный и Р. М. Дубовой отмечают, что «объектом внимания восстановительной медицины являются функциональные резервы организма человека» и считают, что «для успешного развития восстановительной медицины немаловажное значение имеет изучение макро- и микроэлементов как потенциальных естественных средств повышения функциональных резервов микроэлементов как заболеваний (состояний), снижающих потенциал здоровья организма в целом». Кроме того, они указывают на то, что «минеральные вещества в виде минеральных вод, препаратов, а последние годы нутрицевтиков широко применяются в восстановительном лечении и для повышения функциональных резервов организма».
Т. А. Борисова, в ходе проведённого исследования, выяснила, что у людей страдающих заболеванием аутоиммунного тиреоидита сохранность функциональных резервов организма «оказалась связанной с качеством компенсации функциональной недостаточности щитовидной железы, возрастом пациентов (значительное снижение функциональных резервов в возрастной группе 40-50)». Кроме того, она указывает, что «независимо от качества компенсации отмечено снижение толерантности к углеводам и нарушения водно-электролитного обмена (увеличение содержания натрия в организме) в возрастной группе от 50-60 лет, как проявления нарушения адаптации на гуморально-метаболическом уровне». При этом «вегетативная дисфункция и снижение тонуса сосудистой стенки были наиболее выражены у пациентов молодого возраста (18-40 лет)». Борисова пишет, что «сохранность и уровень функциональных резервов организма оказывает влияние на течение аутоиммунного процесса, формирование функциональной недостаточностью щитовидной железы, эффективность реабилитации больных» поскольку «пациентов с низким реабилитационным потенциалом (ПАС≥0,3) наблюдается более тяжёлое течение первичного гипотериоза (28%), чаще развиваются осложнения (37 %) и сопутствующая патология (41 %)», а реабилитация пациентов данной группы «на этапе восстановительного лечения достигала максимальной эффективности при проведении в щадяще-тренирующем режиме».
А. А. Бруйковым было проведено сравнительное исследование влияния, которое оказывается фиксационным массажем с онтогенетической гимнастикой, в отличие от классического массажа и лечебной гимнастики, «на функциональные резервы организма детей со спастическими формами ДЦП», с обращением к показателям, относящимся к вегетативной нервной системе, кардиореспираторной системе, нервно-мышечного аппарата, подвижности суставов, психически-познавательным процессам и центральной нервной системе. Он указывает,  что полученные им данные «о влиянии фиксационного массажа с онтогенетической гимнастикой на физиологические функции организма детей младшего школьного возраста с ДЦП, расширяют современные представления о резервных возможностях человека, их реализации при восстановлении нарушенных функций». По его мнению фиксационный массаж с онтогенетической гимнастикой представляет собой «новый способ оздоровительно-профилактического воздействия на организм человека значительно расширяющий арсенал корригирующих и восстанавливающих средств, эффективно влияет на состояние физиологических систем и повышает функциональные резервы организма детей с детским церебральным параличом». Бруйков также указывает, что это нашло практическое подтверждение, поскольку во время вдоха произвольная задержка дыхания у детей с детским церебральным параличом «увеличивалась, в среднем, на 13%, а на выдохе, в среднем, на 22,3 %», в то время как при обращении к приёмам классического массажа и лечебной гимнастики «при вдохе, в среднем, на 10% и на выдохе, в среднем, 12,7», а фиксационного массажа с онтогенетической гимнастикой увеличило показатели жизненной ёмкости лёгких у детей со спастической диплегией на 12,5% и со спастической двойной гемоплегией на 16% соответственно, в то время как классический массаж — на 7% и лечебная гимнастика — на 14,5%.
Г. А. Егорова, проведя комплексные медико-демографические и эколого-физиологические исследования, установила «важные факторы, влияющие на показатели здоровья людей, живущих в различных регионах Республики Саха (Якутия)», а «сравнительная характеристика функциональных резервов кардиореспираторной и иммунной систем с региональными особенностями элементного статуса позволила дать научно обоснованную оценку уровню здоровья населения и необходимости выработки и формирования средств для своевременного выявления эпидемиологии дисбалансов и элементной статусе и целенаправленной коррекции, в первую очередь среди детской популяции, существенно влияющих на медико-биологические показатели». Кроме того, она выяснила, что «у мужчин проживающих в городе значение ЖЁЛ достоверно выше, чем у сельских жителей (p<0,05)», в то время как «сезонные изменения ЖЁЛ составили 2,4% и 3,9% соответственно». При этом она подчеркнула, что «снижение отношения ЖЁЛ от ДЖЁЛ наблюдалось в зимний период года», когда у горожан «в это время года выявлены более высокие показатели МОД за счёт увеличения частоты дыхания», а у якутчан «сезонные изменения ДО и МОД составили 14,3 и 8,4 %, а у сельских жителей 16,4 и 7,7 соответственно (p<0,05)».